# Psychoda armillariphila
Psychoda armillariphila és una espècie d'insecte dípter pertanyent a la família dels psicòdids que es troba a Europa: Alemanya i França.